# 11056 Volland
11056 Volland è un asteroide della fascia principale. Scoperto nel 1991, presenta un'orbita caratterizzata da un semiasse maggiore pari a 2,4522402 UA e da un'eccentricità di 0,1606758, inclinata di 7,35046° rispetto all'eclittica.